# 松殿师家
松殿师家（1172年7月12日—1238年11月11日）是日本平安时代末期及镰仓时代前期的一位公卿、摄政，摄政、关白松殿基房的第三子。极官正二位摄政、内大臣。

## 人物生平
松殿师家的母亲是与和后白河法皇、平清盛两股势力都有紧密联系的太政大臣花山院忠雅的女儿花山院忠子。因此，松殿师家虽然是松殿基房的第三子，但实际上被当做嫡子看待。治承3年（1179年），年仅8岁的松殿师家便升任权中纳言。这个来自后白河法皇任命使得希望由名义上的外孙近卫基通任中纳言的平清盛对和法皇及法皇身边的近臣的关系产生了极度的不信任感，于是在同年，这件事成为平清盛发动了“治承三年之变”的契机之一。政变的结果是松殿师家和其父松殿基房一并被罢官，松殿基房被流放。有平清盛支持的近卫基通代松殿基房为关白。
4年后的寿永2年（1183年），平家被木曾义仲的军队逼离京都，义仲军进驻京都。松殿师家的父亲松殿基房开始积极争取木曾义仲的支持来挽回政治地位。在松殿基房将松殿师家的姐妹（一说名为藤原伊子）献给木曾义仲做正室夫人后，同年11月，年仅12岁的松殿师家即获得从二位的高位，并得任摄政和内大臣以及获得藤原氏长者的身份。松殿家从近卫家抢回了摄关家的主导权。
然而，翌寿永3年（1184年）1月，木曾义仲军在与源范赖、源义经军的战斗中灭亡，松殿师家一族再度失去政治地位，松殿师家在摄关任仅仅两个多月而已。自此以后他处于隐退状态，在将近半个世纪的余生中始终未得回复一官半职。
嘉祯4年10月4日（1238年11月11日），松殿师家去世，享年67岁。

## 官历
- 治承2年（1178年）
  - 4月26日 元服、正五位下叙位。禁色敕许，升殿。
  - 6月10日 任左近衛少将。[2]
  - 閏6月7日 任左近衛中将。[2]
  - 12月24日 从四位下。[3]
- 治承3年（1179年）
  - 1月19日 任播磨权守。
  - 3月11日 正四位下
  - 10月7日 从三位
  - 10月9日 任权中纳言。
  - 10月21日 正三位
  - 11月17日 解官。
- 寿永2年（1183年）
  - 8月25日 任权大纳言
  - 11月21日 摄政宣下。藤氏長者宣下。任内大臣。
  - 12月8日 从二位
- 寿永3年（1184年）
  - 1月6日 正二位
  - 1月22日 罢摄政・藤氏長者・内大臣
- 貞永元年（1232年）9月6日 出家（法名：大心）
- 嘉禎4年（1238年）10月4日 薨。享年67。

## 系譜
- 父：松殿基房
- 母：花山院忠子（花山院忠雅之女） - 安徳天皇乳母
- 妻：藤原隆房（日语：藤原隆房）之女
  - 男子：松殿基嗣（1193-?）
- 生母不明
  - 男子：松殿实嗣
  - 男子：澄快
  - 男子：承澄 - 一说为基房之子
  - 男子：胜尊
  - 男子：澄空
  - 男子：慈弁
  - 男子：觉修
  - 男子：道源
  - 男子：劝誉
  - 男子：房性

## 脚注
1. ↑  义仲和松殿基房的女儿结婚的说法出现在《平家物语》中，在当时的公卿日记、著书中如《玉叶》、《愚管抄》中并未记载，因此也有认为这是小说创作的情节。
2. 1 2  《山槐记》
3. ↑  《山槐记》治承三年三月二十三日条。

| 王位覬覦者        | 王位覬覦者                        | 王位覬覦者        |
| ----------------- | --------------------------------- | ----------------- |
| 前任： 近卫基通   | 藤氏長者 1183年 - 1184年          | 繼任： 近卫基通   |
| 前任： 松殿基房   | 松殿家當主                        | 繼任： 松殿忠房   |
| 官衔              |                                   |                   |
| 前任： 德大寺實定 | 內大臣 1184年1月5日－1184年3月6日 | 繼任： 德大寺實定 |
| 前任： 近卫基通   | 摄政 1184年1月5日 - 1184年3月6日  | 繼任： 近卫基通   |